# 瓦希德·哈姆博
瓦希德·哈姆博（1995年2月3日—）是芬蘭的職業足球運動員，同时也拥有波斯尼亚和黑塞哥维那国籍。他司職前鋒，現效力於罗马尼亚足球甲级联赛中的阿斯特拉足球俱乐部。

## 个人生活
哈姆博的父母来自波斯尼亚，他们在1994年为逃避战乱而来到芬兰。

## 外部連結
- Soccerway.com网站中的球员资料 （页面存档备份，存于） （英文）
- Veikkausliiga.com网站中的球员资料 （页面存档备份，存于） （文）